# Lina Agostini
Lina Agostini (Grosseto, 28 luglio 1939) è una giornalista e scrittrice italiana.

## Biografia

### I romanzi autobiografici sequestrati
Di origini maremmane e dal bell'aspetto, si sposa a soli 16 anni con un professore di liceo che era stato preside della scuola da lei frequentata fino a quel momento e comincia a scrivere in segreto un romanzo - intitolato Giorgina - che narra di una giovane donna del grossetano e dei vizi delle genti locali. Venuta a sapere che un editore romano intendeva iniziare una collana di racconti scritti da giovani autori, glielo invia. Il libro rimane inedito per oltre 5 anni, ma viene infine pubblicato nel 1962 con una copertina abbastanza audace: non appena le prime copie vengono distribuite in un negozio di libri a Roma, il romanzo viene sottoposto a sequestro su scala nazionale e il marito chiede la separazione legale, costringendo la giovane scrittrice a tornare a vivere dai genitori. Processata per direttissima, subirà una condanna di 4 mesi in primo grado e di 2 mesi in appello, per offesa al pubblico pudore. Verranno condannati anche l'editore e il tipografo.
In seguito si risposa con Fabio Isman, giornalista famoso per le sue inchieste sul terrorismo, ma poi i due scelgono di divorziare. A riguardo di quella storia tormentata la Agostini decide di scrivere un nuovo romanzo autobiografico a puntate pubblicato con il Radiocorriere TV nell'estate del 1988 (intitolato Il diario di una ex moglie), ma Isman riconosce sé stesso nel protagonista oltre a notare diverse rivelazioni scottanti, e ottiene di vietare la pubblicazione del resto dell'opera facendo sequestrare addirittura un'edizione del Radiocorriere in tutta Italia.

### L'attività di giornalista
Con una florida attività da giornalista, ha lavorato per vent'anni al Radiocorriere TV, è stata vicedirettrice della sezione Cultura della RAI e ha sceneggiato diversi lavori televisivi e un film per il grande schermo.

### Anni recenti
Negli ultimi anni si è dedicata al tema della terza età e della condizione delle persone anziane, pubblicando due libri a riguardo.

## Opere
- Giorgina (1962)
- Cristo alla meria (1964)
- Il diario di una ex moglie (1988)
- Diario scandaloso di una vecchia (2019)
- Sogna, vecchia ragazza, sogna (2024)

## Filmografia
- Processo per direttissima, regia di Lucio De Caro (1974)
- Piange... il telefono, regia di Lucio De Caro (1975)[11]